# Bob Meusel
Robert William Meusel (19 de julho de 1896 – 28 de novembro de 1977) foi um jogador profissional de beisebol que atuou como campista esquerdo e direito na Major League Baseball (MLB) por onze temporadas de 1920 até 1930 pelo New York Yankees e o Cincinnati Reds. Melhor conhecido como membro da equipe campeã dos Yankees nos anos 1920, apelidada de "Murderer's Row", período em que o time venceu suas primeiras seis flâmulas da American League (AL) e os três primeiros títulos da World Series.
Meusel, notável por seu poderoso arremesso, rebatia em quinto depois dos membros do Hall of Fame Babe Ruth e Lou Gehrig. Em 1925, se tornou o segundo Yankee, depois de Ruth, a liderar a AL nas seguintes categorias ofensivas: home runs (33), RBIs (138) e rebatidas extra bases (79). Apelidado de "Long Bob" por causa do seu 1,90 de estatura, Meusel conseguiu aproveitamento ao bastão de 31,3% ou melhor em suas primeiras oito temporadas, encerrando a carreira com média de 30,9%; seus 1005 RBIs durante os anos 1920 o colocavam em quarto entre todos os jogadores das grandes ligas, e atrás apenas de Harry Heilmann com 1131 entre os rebatedores destros da AL. Meusel encerrou sua carreira em 1930 nos Cincinnati Reds. Ele rebateu pelo ciclo três vezes, e foi o segundo de apenas quatro jogadores das grandes ligas a completar o feito ao rebater ao menos três vezes durante a carreira.
Seu irmão mais velho, Emil "Irish" Meusel, foi um famoso outfielder da National League (NL) durante o mesmo período, principalmente pelo New York Giants.

## Aposentadoria e morte
Após sua aposentadoria no beisebol, Meusel trabalhou como guarde segurança em uma base da Marinha dos Estados Unidos por 15 anos. Ele estava na plateia quando seu ex-companheiro de equipe Lou Gehrig fez seu famoso discurso Luckiest Man on the Face of the Earth feito em 4 de julho de 1939. Também apareceu no filme de 1942 The Pride of the Yankees, bem como no filme de 1948 The Babe Ruth Story, interpretando a si próprio em um cameo em ambas ocasiões.
Meusel morreu de causas naturais em sua casa em Downey, Califórnia em 1977. Foi enterrado no Rose Hills Memorial Park em Whittier, Califórnia.